# Governo di scopo

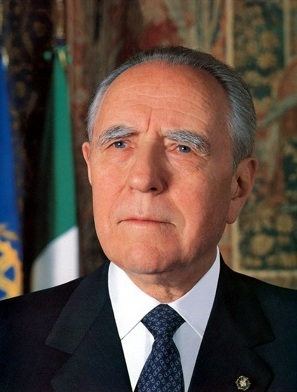
Carlo Azeglio Ciampi, primo non parlamentare a ricoprire la carica di presidente del consiglio nel 1992, guidò un governo di scopo

Per governo di scopo, nell'ambito del gergo parlamentare italiano, si intende un esecutivo di breve durata, sorto appositamente dopo una crisi di governo, e che abbia come obiettivo il varo di provvedimenti legislativi urgenti, come ad esempio l'approvazione di una nuova legge elettorale prima della fine della legislatura.
Viene spesso erroneamente ricondotto nella fattispecie del governo tecnico, che a differenza di quello di scopo non è necessariamente politico: nel primo caso sarà formato quasi esclusivamente da "tecnici" esterni prestati alla politica, nel secondo da parlamentari eletti, magari ex ministri facenti parte dell'esecutivo dimissionario precedente.